# Vliet (toponiem)

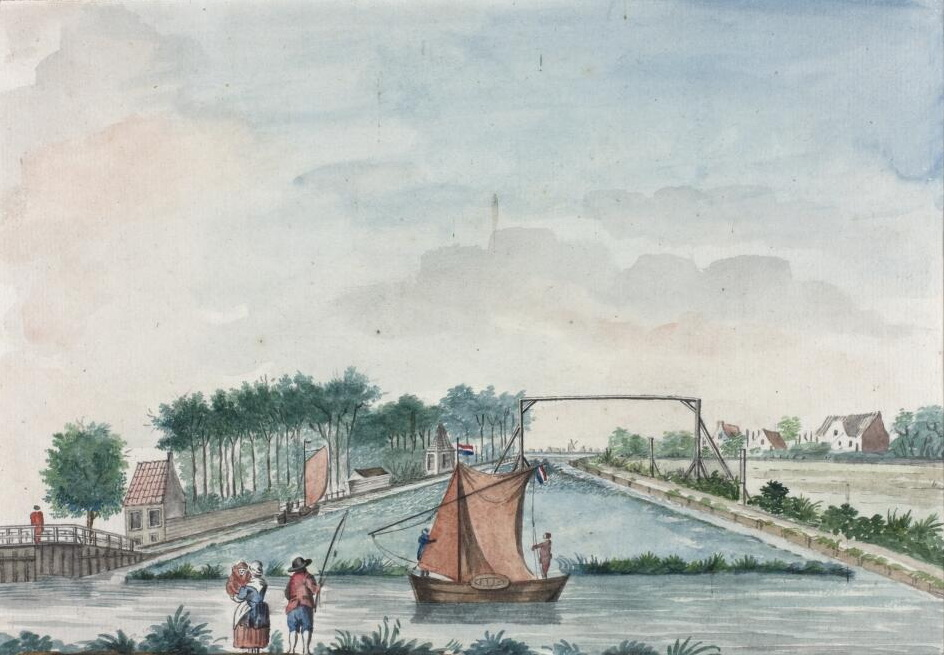
De Delftsche Vliet in 1788

Vliet, fleth of fleet is een Oudnederlands, Oudsaksisch en Oudengels toponiem en hydroniem, met de oorspronkelijke betekenis 'watergang met stromend water'. Het was oorspronkelijk een term voor een natuurlijke waterloop in zeekleigebieden en rond rivierenmondingen waar getijden duidelijk merkbaar waren. Het toponiem is via de Angelsaksische migratie tevens in Engeland en als leenwoord in Noord-Amerika beland. 
Vanaf de Grote Ontginning was het een benaming voor een ten behoeve van de ontwatering aangelegde wetering. In de vroegmoderne tijd duikt het woord vooral in stadsuitbreidingen op. In het Oudfries komt het woord minder vaak voor, maar is het wel als vroegmiddeleeuws toponiem gedocumenteerd.

## Steden
In stedelijke gebieden werd de Vliet vaak overwelfd of gedempt, en vindt men het terug in straatnamen, zoals de Brouwersvliet in Antwerpen, of het Vlietje in Lier, alsook in Mechelen, Op de Vliet in Kessel-Lo en de Gedempte Vliet in Leeuwarden. De term wordt nog steeds gebezigd met betrekking tot de oude waterlopen, onder andere te Mechelen waar in de binnenstad een kort stukje van een vliet nimmer overwelfd werd en gekend bleef als "'t Groen Waterke" en in het begin van de 21ste eeuw delen van overwelfde vlieten, de Melaan en de Heergracht, langsheen de gelijknamige straten heropend en heraangelegd werden om opnieuw tot het stadszicht te behoren.

## Waterlopen
- De Vliet (Achel), een zijriviertje van de Dommel bij Achel
- Vliet (Antwerpen)
- Vliet (Nord), een waterloop die de grens vormt tussen Broekkerke en Broekburg in het gehucht Koppenaksfoort
- Het Vliet (Leeuwarden), een waterloop ten oosten van Leeuwarden, die zijn naam gaf aan een 16e-eeuwse buitenwijk. De vaart is tussen het het stadscentrum en de Archipelweg gedempt. Gedeelte aan de Tuinen en ter hoogte van de wijk Schieringen zijn nog intact.
- Vliet (Rijnsburg), een doodlopende tak van de Oude Rijn in het hart van Rijnsburg
- Vliet (Rupelmonde)
- Vliet (Zuid-Holland), een rivier bij Leiden in Zuid-Holland
- Boezemvliet, een waterloop tussen Maasdam en Puttershoek in Zuid-Holland
- Delftsche Vliet, een kanaal tussen Delft en Den Haag in Zuid-Holland
- Maalvliet De Pleyt, een waterloop in Willeskop
- Maarvliet, een kanaal in Groningen
- Noordvliet, een kanaal bij Maassluis in Zuid-Holland
- Roosendaalse Vliet, een riviertje bij Roosendaal in Noord-Brabant
- Schelluinsevliet, een waterloop in Schelluinen
- Steenbergse Vliet, een watergebied bij Steenbergen in Noord-Brabant
- Voorste Vliet, een restant van het riviertje De Werken in Werkendam
- Vrouwvliet, van een waterloop die over haar 28 km lengte verscheidene benamingen draagt, het laatste eind te Mechelen dat in de Dijle uitmondt

## Plaatsnamen
- Biervliet (Zeeuws-Vlaanderen)
- Eikevliet (Antwerpen)
- Poortvliet (Tholen)
- Visvliet (Groningen)
- Zandvliet (Antwerpen)

## Duitsland
In Noord-Duitsland, onder andere te Hamburg, wordt de grammaticaal onzijdige variant Fleet of Fleth gebruikt. Dit zou een leenwoord uit het Nederlands zijn. Het woord komt echter ook voor in nederzettingsnamen langs de benedenloop van Wezer en Elbe die al uit de vroege middeleeuwen dateren.
In plaatsnamen:
- Bahrenfleth
- Beidenfleth
- Borsfleth
- Bützfleth
- Dammfleth
- Elsfleth
- Rechtenfleth
- Twielenfleth [de]
- Warfleth [de]
- Wewelsfleth
- Wurtfleth

## Engeland en Noord-Amerika
Als plaatsnaam komt het toponiem voornamelijk in kustgebieden voor. In Schotland wordt het gebruikt voor de rivier Water of Fleet met de Fleet Bay en de Fleet Islands. 
In plaatsnamen:
- Fleet (Alberta)
- Fleet (Dorset)
- Fleet (Lincolnshire)
- Fleet (Hampshire)
- Fleet, Hayling Island, Hampshire
- Fleet (Kentucky)
- The Fleet Lagoon, Dorset
- Fleet Pond, Hampshire
- Fleet Street, London
- River Fleet, London